# Uniewit
Uniewit – staropolskie imię męskie, złożone z członów Unie- ("lepszy") i -wit ("pan, władca"). Mogło mieć charakter życzący i oznaczać "tego, który będzie panem lepszym niż inni".
Uniewit imieniny obchodzi 6 września.